# Wohnhaus Delmenhorster Straße 4
Das Wohnhaus Delmenhorster Straße 4 in Wildeshausen stammt von 1906. Es soll ab 2023/24 vom Landkreis genutzt werden.
Das Gebäude steht seit 1989 unter Denkmalschutz.

## Geschichte
Das eineinhalbgeschossige verklinkerte giebelständige historisierende Haus mit Drempel und Satteldach mit Dachhaus und jüngerem Balkon sowie seitlich mittigem Eingang wurde 1906 gebaut. Putzgliederung: geschossteilendes Gesims, Kantenquaderung, aufwändige Fensterrahmungen, im Giebel gestaltete Brüstungsfelder.
Der Landkreis Oldenburg erwarb 2019 das Haus, sanierte es und will es als Erweiterung des Kreishauses nutzen.
Das Haus gehört zum Typus der sogenannten Oldenburger Hundehütte, auch Oldenburger Giebelhaus, ein Architekturstil der aus den ländlichen Dielentorhäusern entwickelt und zwischen etwa 1875 und 1920 bevorzugt in Oldenburg und Umgebung gebaut wurde; er erinnert wohl an eine Hundehütte. Architekturmerkmale: eineinhalbgeschossiges Giebelhaus mit Drempel oder Kniestock, Satteldachneigung von ca. 40° bis 45°, oft mit Souterrain-Vollgeschoss, häufig mit Leiste als Gürtelgesims, zumeist seitlich kleinere Giebelfenster, oft Giebelfenster zum Dachboden wie ein Uhlenloch, oftmals Traufhöhe von bis zu 5 Metern, zumeist vierachsig.
Die Landesdenkmalpflege befand: „... geschichtliche Bedeutung ... als beispielhaftes historistisches Wohnhaus des frühen 20. Jhs. ...“.